# Tiskre oja
Tiskre oja är ett vattendrag i landskapet Harjumaa i Estland. Ån är 4,6 kilometer lång och rinner genom Tallinns västra delar. Källan är sjön Harku järv och Tiskre oja mynnar i viken Kakumäe laht som ligger vid Estlands nordkust mot Finska viken. Harku oja, som mynnar i Harku järv, är en 16 km lång förlängning av Tiskre oja. 